# 平政镇
平政镇，是中华人民共和国广西壮族自治区玉林市北流市下辖的一个乡镇级行政单位。

## 行政区划
平政镇下辖以下地区：
平政圩社区、平政村、岭南村、岭垌村、石梯村、上梯村、六塘村、六合村、北河村、双垌村、双头村、石榴村、龙池村、仓田村、灰沙村、六沙村、六巷村、六齐村和六旺村。